# USS Turbot (SS-427)
USS Turbot (SS-427), okręt podwodny typu Tench był drugim okrętem US Navy noszącym nazwę pochodzącą od turbota – ryby występującej także w Bałtyku. Jego konstrukcja została zatwierdzona i budowę rozpoczęto w Cramp Shipbuilding Company w Filadelfii, ale kontrakt anulowano 12 sierpnia 1945 (13 listopada 1943 została położona stępka). Jego częściowo ukończony kadłub zwodowano i w 1950 przekazano do Naval Ship Research and Development Center w Annapolis, gdzie był używany do badań i analiz połączeń oraz redukcji hałasu wytwarzanego przez maszynownię na okrętach podwodnych.
Ten artykuł zawiera treści udostępnione w ramach domeny publicznej przez Dictionary of American Naval Fighting Ships. 